# Stephen Quinn
Stephen Quinn (Clondalkin, Irlanda, 1 de abril de 1986) es un futbolista irlandés que juega de centrocampista en el Mansfield Town F. C. de la League One.
Es hermano de los futbolistas Alan Quinn y Keith Quinn.

## Selección nacional
Ha sido internacional con la selección de fútbol de la República de Irlanda.

## Clubes
| Club                              | País       | Año       |
| --------------------------------- | ---------- | --------- |
| St Patrick's Athletic             | Irlanda    | 2004-2005 |
| Sheffield United F. C.            | Inglaterra | 2005-2012 |
| Milton Keynes Dons F. C. (cedido) | Inglaterra | 2005-2006 |
| Rotherham United F. C. (cedido)   | Inglaterra | 2006      |
| Hull City A. F. C.                | Inglaterra | 2012-2015 |
| Reading F. C.                     | Inglaterra | 2015-2018 |
| Burton Albion F. C.               | Inglaterra | 2018-2021 |
| Mansfield Town F. C. (cedido)     | Inglaterra | 2021      |
| Mansfield Town F. C.              | Inglaterra | 2021-     |